# America Says
America Says è un quiz televisivo statunitense condotto da John Michael Higgins e trasmesso su Game Show Network. Ogni puntata consiste in una sfida tra due squadre, composte ciascuna da quattro persone, che devono indovinare le risposte date più frequentemente a vari sondaggi. Si tratta di una rivisitazione del gioco "Audience Match" di Match Game.

## Modalità di gioco

### Round principali
Per preparare le puntate, gli autori effettuano alcuni sondaggi a risposta aperta su un campione di persone degli Stati Uniti. Durante le puntate si sfidano due squadre formate da quattro persone (composte da amici e familiari). A una squadra viene mostrata una frase con uno spazio vuoto da riempire e sette risposte da indovinare; viene fornita come indizio ogni lettera iniziale delle parole delle risposte. Ad esempio, se la domanda è "Quando penso all'Italia, penso a [spazio vuoto]", una risposta potrebbe essere "L______ T____" per "Leaning Tower" (torre pendente). La larghezza della barra della parola da indovinare è un ulteriore indizio sulla lunghezza della parola stessa.
Per ogni manche, a ciascuna squadra è posta una domanda. La squadra ha 30 secondi in totale per indovinare correttamente tutte e sette le risposte. Il primo giocatore fornisce una risposta e continua a dare risposte fino a quando non ne fornisce una errata, dopodiché il controllo passa al giocatore successivo in fila. Questa procedura continua finché non vengono fornite tutte e sette le risposte o finché non scade il tempo. Se un membro della squadra parla quando non è il proprio turno, la sua squadra perde 5 secondi come penalità.
Nel primo round, la squadra riceve 100 punti per ogni risposta corretta e un bonus di 1000 punti (fino a 1700 in totale) se riesce a dare tutte e sette le risposte entro 30 secondi. Se la squadra non riesce a indovinare tutte e sette le risposte, la squadra avversaria ha la possibilità di rubare le risposte rimanenti, vincendo 100 punti per ciascuna risposta indovinata. I tentativi per la squadra avversaria non hanno un limite di tempo, ma terminano quando vengono indovinate tutte le risposte o non appena viene fornita una risposta sbagliata. Negli episodi delle prime stagioni la squadra avversaria poteva confrontarsi sulle risposte; negli episodi girati durante il distanziamento sociale per la pandemia di COVID-19, i singoli giocatori danno una risposta ciascuno, senza consultarsi.
I sinonimi sono accettabili se riempiono correttamente gli stessi spazi vuoti: ad esempio, "chef" e "cuoco" sarebbero entrambi accettabili per "cuochi", ma "medico" non sarebbe accettabile per "dottore". Come regola generale, eccetto per le domande che riguardano esplicitamente i sinonimi di una determinata parola, la produzione cerca di evitare di includere due o più sinonimi nelle risposte quando questi non riempiono gli stessi spazi vuoti.
Il secondo round si gioca seguendo la stessa modalità, ma ottenendo 200 punti per ogni risposta corretta e un bonus di 2000 punti per tutte e sette le parole indovinate. Nel terzo round ogni risposta dà diritto a 300 punti e indovinarle tutte a 3000 punti bonus. La squadra a sinistra dello spettatore inizia i primi due round, la squadra in vantaggio dopo due round inizia il terzo round. Nella terza manche, il gioco termina immediatamente se la squadra in svantaggio non è più in grado di raggiungere i punti degli avversari. La squadra con più punti al termine dei tre round vince 1000 dollari e la possibilità di vincere 15000 dollari nel round bonus.
In caso di parità alla fine della terza manche si gioca uno spareggio tra i due capitani delle squadre. Viene mostrata la prima lettera della risposta più comune a un sondaggio, dopodiché viene mostrata la domanda. Il primo capitano che si prenota ha la possibilità di rispondere. Se la risposta è corretta, il capitano vince la partita; se la risposta è errata, l'altra squadra vince automaticamente.
Il 29 ottobre 2019, la squadra "The Canadians" (Ayumi Iizuka, Doug Morency, David Ivkovic e Paul 'PK' Kingston) è diventata la prima a completare una partita perfetta, accumulando in totale 10400 punti su tre round perfetti rispettivamente da 1700 punti, 3400 punti e 5100 punti (più un recupero di 200 punti, nonostante la perdita di altre 3 opportunità di recupero), vincendo poi il round bonus in soli 39 secondi.

### Round bonus
Nel round bonus, la squadra vincitrice ha 60 secondi per identificare correttamente le risposte più frequenti a quattro domande. Il tempo inizia dopo che il conduttore ha finito di leggere la domanda; i giocatori rispondono in fila, nello stesso ordine, mentre al centro hanno un bottone rosso, lo skip button (tasto "salta"), che permette di fermare il cronometro del gioco e passare alla domanda successiva.
Per la prima domanda del sondaggio è necessario indovinare solo la prima risposta, per la seconda sono necessarie le prime due risposte, per la terza le prime tre risposte e per la quarta domanda le prime quattro risposte. Lo skip button può essere usato una sola volta per tutto il gioco e non può essere utilizzato durante l'ultima domanda del sondaggio.
Una volta che tutte le risposte di una domanda sono state indovinate correttamente, il cronometro si ferma e viene letta dal conduttore la domanda successiva. Se la squadra riesce a dare tutte e dieci le risposte corrette prima che scada il tempo, vince per l'intera puntata 15000 dollari. Se non ci riesce, vince soltanto 1000 dollari del gioco principale.

## Produzione
La trasmissione ha debuttato il 18 giugno 2018. Il 14 agosto 2018 Game Show Network ha rinnovato America Says per una seconda edizione di 96 puntate, andata in onda dal 26 novembre 2018.
Il 5 aprile 2019 i media hanno annunciato che America Says sarebbe stato rinnovato per una terza edizione di 160 episodi, trasmessa dal 22 luglio 2019. Il 12 giugno 2019, GSN e Sony Pictures Entertainment hanno annunciato che il programma sarebbe stato trasmesso in syndication per la stagione televisiva 2019-20. Sony ha deciso di non trasmettere più il programma in syndication per la stagione televisiva 2020-21.
Il 9 marzo 2020, Game Show Network ha rinnovato America Says per una quarta edizione, ma la produzione ha subìto ritardi a causa della pandemia di COVID-19. L'edizione è andata poi in onda dal 31 maggio 2021.
Il 14 marzo 2022 Game Show Network ha rinnovato America Says per una quinta edizione, trasmessa dal 25 aprile 2022. La puntata finale è andata in onda il 16 dicembre 2022.

## Riconoscimenti
Angela Henderson-Bentley del The Herald-Dispatch ha elogiato la performance di Higgins come presentatore, scrivendo che "è tanto abile nel presentare quanto nel creare momenti classici da sitcom". Higgins è stato nominato come miglior presentatore di game show ai 46th Daytime Emmy Awards.
America Says ha incrementato gli ascolti di Game Show Network del 26% per la sua fascia oraria, con un aumento superiore al 40% tra le donne di età compresa tra 25 e 54 anni.